# La grieta (Argentina)
La grieta, en Argentina, es una expresión usual para denominar a la extrema polarización política que existe en el país, que consiste en una división binaria y maniquea de la sociedad argentina entre militantes del Partido Justicialista y militantes de otros partidos políticos, surgida en la primera década del siglo XXI, que ha sido causa de un enfrentamiento político y cultural generalizado, caracterizado por una alta dosis de irracionalidad, odio, prejuicio, intolerancia y fanatismo. Para quienes se comportan validando "la grieta", el bando propio es el único que tiene legitimidad, mientras que el otro bando debe ser descalificado de manera completa. Los expresidentes de Argentina Cristina Fernández de Kirchner y Mauricio Macri han sido señalados por muchos como los máximos referentes de ambos bandos en los últimos años.  "La grieta" argentina ha sido relacionada e incluso incluida como parte de la tradicional división de la población argentina en los llamados peronistas y sus opositores. Incluso hay quienes creen que esta división fue una de las causas de los golpes de Estado de la segunda mitad del siglo XX. Si bien esta concepción de la política ya ha permeado la sociedad argentina casi por completo, su difusión se explica en gran parte por el uso reiterativo que se le dio en los medios masivos de comunicación.

## Antecedentes
Diversos estudiosos han mencionado como antecedente de "la grieta" la división entre unitarios y federales que se produjo en los inicios de la Argentina como país independiente y llevó a las guerras civiles que se extendieron durante 50 años, en el siglo XIX, cuyos odios y pasiones aún continúan vigentes, más de un siglo después, expresadas en los nombres de calles, imágenes utilizadas en el papel moneda y los contenidos históricos escolares.

## Origen
Desde la década de 1940 la población argentina venía siendo afectada por una profunda división sociopolítica que tomó la forma de peronistas y los denominados antiperonistas, que en muchas oportunidades alcanzó altos niveles de violencia como el bombardeo de Plaza de Mayo de 1955, realizado por grupos antiperonistas, donde fueron asesinadas al menos 308 personas, y más de 700 quedaron heridas, mayoritariamente peronistas.
En las elecciones de 2007 resultó elegida por primera vez en la historia argentina una mujer, Cristina Fernández de Kirchner, para ejercer la Presidencia de la Nación, mientras que, simultáneamente en la Ciudad de Buenos Aires era elegido jefe de gobierno el acaudalado empresario y dirigente deportivo Mauricio Macri. Existe un consenso genérico de que en ese momento aparece "la grieta", bajo la forma pasional del odio a Cristina, "los K", "los orcos" y los "negros choriplaneros", y su reverso el amor y el sostenido apoyo político a Cristina, que encontraría en Macri una especie de contracara, sobre todo a partir de que resultara electo presidente en 2015.

## Evolución
Entre los años 2007 y 2019, "la grieta" fue en constante aumento. En 2008, un extenso corte de rutas durante 100 días a lo largo de todo el país, en protesta contra los impuestos por exportaciones de soja, trigo y maíz, fue potenciado en términos de llanada "la grieta" y los niveles de violencia verbal entre ambos bandos. Los medios de comunicación tomaron partido, con el poderoso Grupo Clarín (Clarín, Canal 13, Radio Mitre, Cablevisión, Telecom Argentina, etc.) y el tradicional diario La Nación del lado de la oposición al gobierno de los Kirchner, mientras que Página 12, el canal de cable C5N y el programa 678 (hasta diciembre de 2015) se ubicaban del lado del apoyo al justicialismo. Para ejemplificar la falta de neutralidad de los medios, uno de los principales periodistas de la Argentina y dirigente del grupo Clarín, Julio Blanck, afirmó que hizo "periodismo de guerra".
En 2008 y en 2013, algunos sectores del justicialismo liderados por Alberto Fernández y Sergio Massa, ambos exjefes de gabinete de Néstor y Cristina Kirchner, abandonaron el gobierno y pasaron a la oposición, disconformes -entre otras cosas- con la falta de una política por parte del gobierno justicialista para cerrar la grieta política.
En diciembre de 2015 asumió la presidencia de la Nación el liberal Mauricio Macri, por la alianza Cambiemos con la promesa electoral de cerrar la grieta, pero finalmente terminó potenciándola para polarizar la elección de 2019.
En diciembre de 2019 asumió la presidencia Alberto Fernández, del Frente de Todos, quien expresó que uno de sus principales objetivos de gobierno era «cerrar la grieta». En el mismo sentido se pronunció el jefe de Gobierno de la Ciudad de Buenos Aires, Horacio Rodríguez Larreta, de Juntos por el Cambio y una de las figuras principales de la oposición, quien afirmó en marzo de 2021 que «Siempre voy a estar para terminar con la grieta».
Durante la pandemia de COVID-19 en Argentina otras divisiones se presentaron en la población, como los generados por las protestas contra la cuarentena y la controversia de las vacunas contra la enfermedad, presente en todo el mundo, que también tuvo su manifestación local. La grieta interna del oficialismo en enero del 2022 se profundizo luego de que el político Máximo Kirchner renunciara a la titularidad de la bancada y empezara a hacer actos en contra del presidente de la nación e incluso pidiendo que Alberto Fernández no vaya por la reelección.
En 2023, Argentina fue catalogado como un país «severamente polarizado» por el Barómetro de la Confianza del Edelman Trust Insitute, con el primer puesto a nivel mundial en polarización, seguido de Colombia, Estados Unidos, Sudáfrica, España y Suecia, sobre un total de 28 países.